# Ronen Rubinstein
Ronen Rubinstein (Rehovot, 7 novembre 1993) è un attore, sceneggiatore, regista, attivista e cantante israeliano naturalizzato statunitense, noto principalmente per il ruolo di T.K. Strand nella serie televisiva 9-1-1: Lone Star.

## Biografia
Nato a Rehovot, in Israele, da immigrati ebrei originari della Repubblica Socialista Sovietica Kazaka, all'età di 5 anni la sua famiglia si trasferì negli Stati Uniti d'America prima in Massachusetts e successivamente a Staten Island. Ha frequentato la New Dorp High School e successivamente ha studiato presso la New York Film Academy e si è laureato nel 2013 dopo un anno di conservatorio con specializzazione in recitazione. Ha brevemente lavorato come assistente presso lo studio dentistico di suo padre, decidendo successivamente di non dedicarsi professionalmente alla carriera di medico.

### Carriera

#### Cinema e Televisione
Il primo ruolo sul grande schermo arrivò nel 2011 nel film drammatico Detachment - Il distacco, dove interpretò un giovane ribelle di nome Gangsta. Negli anni successivi ricevette ruoli minori in altri film, tra cui It Felt Like Love di Eliza Hittman (2013) e Jamie Marks is Dead di Carter Smith (2014), recitando anche in cortometraggi di cui uno diretto da lui stesso e presentato nel 2013 al New Hampshire Film Festival.
Nel 2015 debuttò sul piccolo schermo come guest star nella terza stagione dell'acclamata serie Orange Is the New Black, interpretando Nathan, un interesse amoroso di Tiffany "Pennsatucky" Doggett (interpretata da Taryn Manning). L'anno successivo viene scelto per interpretare il ruolo di Alex Powell nella serie di Freeform Dead of Summer, cancellata dopo la prima stagione.
A dargli grande notorietà fu tuttavia l'ingresso nel cast della serie televisiva 9-1-1: Lone Star, spin-off di 9-1-1 e creata da Ryan Murphy, Brad Falchuk e Tim Minear, nella quale dal 2020 interpreta T.K. Strand, vigile del fuoco e poi paramedico dichiaratamente omosessuale. Nel corso dello stesso anno ha recitato nei film Follow Me e, come protagonista, nel thriller/horror Smiley Face Killers. Nel 2021 ottiene un ruolo nel quinto episodio della prima stagione di American Horror Stories, spin-off della serie antologica American Horror Story.

#### Musica
il 21 gennaio 2022, Rubinstein posta sul suo profilo Instagram un video-teaser annunciando l'uscita del suo primo singolo, Open Door; annunciando, inoltre, il nome della sua band, Nights In Stereo (di cui fanno parte, oltre Rubinstein stesso, Jonathan Shoer e Rodrigo Rodarte. Il singolo viene successivamente pubblicato su Spotify il 28 gennaio. Il 24 febbraio dello stesso anno, viene annunciato sul profilo Instagram della band il secondo singolo, dal titolo Underwater.

## Vita privata
In diverse interviste ha sottolineato di essere vegano.
Nel 2021, Rubinstein ha fatto coming out come bisessuale.
Nell'agosto 2022, Rubinstein si è sposato con una cerimonia ebraica con l'attrice canadese Jessica Parker Kennedy, dopo 6 anni di relazione.
La sua lingua madre è il russo ma parla fluentemente l'ebraico e l'inglese.
Ha affermato di esser stato un grande fan del cestista Kobe Bryant, affermando che sia stato la prima "cosa americana" che ha conosciuto arrivando negli Stati Uniti.
È apertamente democratico ed in occasione delle elezioni presidenziali del 2020 ha manifestato il proprio supporto prima per Bernie Sanders e successivamente, al ritiro di quest'ultimo, per Joe Biden.
Molto attivo nell'attivismo di stampo ambientalista, con particolare attenzione alla tutela dell'ambiente, dal 2020 è ambasciatore ufficiale di Project Zero, organizzazione che si occupa della salvaguardia degli oceani, e di The Ocean Cleanup, fondazione che si occupa dell'eliminazione dei rifiuti dai flussi d'acqua.
Ha partecipato, inoltre, a diverse raccolte fondi tra cui quelle organizzate da National Fallen Firefighters Foundation, Stand Up for Pits Foundation (di cui è un fervido sostenitore, tanto da aver personalmente adottato due pit bull, Fresh e Spot) e Feeding America.
Nell'ottobre 2020 Rubinstein ha preso parte a una campagna promossa dall'Organizzazione delle Nazioni Unite, la quale ha l'obiettivo di porre fine alla povertà e di aumentare la consapevolezza sul fatto che sia la pandemia di COVID-19 che il Cambiamento climatico stanno aumentando considerevolmente le disuguaglianze a livello globale.

## Filmografia

### Cinema
- Detachment - Il distacco (Detachment), regia di Tony Kaye (2011)[15]
- It Felt Like Love, regia di Eliza Hittman (2013)[16]
- Jamie Marks Is Dead, regia di Carter Smith (2014)[17]
- L'odio che uccide (Some Kind of Hate), regia di Adam Egypt Mortimer (2015)[18]
- Condemned, regia di Eli Morgan Gesner (2015)[19]
- Smartass, regia di Jena Serbu (2017)[20]
- Dude, regia di Olivia Milch (2018)[21]
- Brooklyn Love Stories, regia di registi vari (2019)[22]
- Follow Me, regia di Will Wernick (2020)[23]
- Smiley Face Killers, regia di Tim Hunter (2020)[24]

### Televisione
- Orange Is the New Black - serie TV, episodio 3x10 (2015)
- Dead of Summer - serie TV, 10 episodi (2016)
- Less Than Zero - film TV (2019)
- 9-1-1: Lone Star - serie TV (2020 - 2025)
- American Horror Stories - serie TV, episodio 1x05 (2021)

### Cortometraggi
- Katya, regia di Mako Kamitsuna (2011)
- A Promise is a Promise, regia di Andrea Cossi (2012)
- Wronged, regia di Yuki Yoshimatsu (2012)[25]
- Something in the Way, regia di Ronen Rubinstein (2013)
- West of Time, regia di Michael DeAngelo (2017)

### Documentari
- Tyler Shields: Provocateur (2018)[26][27]

### Videoclip
- Broke AF di CeCe Frey (2017)[28]

## Doppiatori italiani
- Manuel Meli in Orange Is the New Black
- Emanuele Ruzza in 9-1-1: Lone Star
- Edoardo Stoppacciaro in American Horror Stories
- Omar Vitelli in Follow Me